# Vlkovce
Vlkovce jsou obec na Slovensku v okrese Kežmarok. Nachází se v jihozápadní části Levočských vrchů, 17 km jihovýchodně od Kežmarku a 12 km severozápadně od Levoče.
V roce 2015 zde žilo 479 obyvatel. První písemná zmínka o obci pochází z roku 1268.